# Dirphia horca
Dirphia horca är en fjärilsart som beskrevs av Paul Dognin 1894. Dirphia horca ingår i släktet Dirphia och familjen påfågelsspinnare. Inga underarter finns listade i Catalogue of Life.